# آنا تورنت
آنا تورنت (انگلیسی: Ana Torrent؛ زادهٔ ۱۲ ژوئیهٔ ۱۹۶۶) بازیگر اهل اسپانیا است.
از فیلم‌هایی که وی در آن نقش داشته است، می‌توان به برف در بنیدورم، دختر دیگر بولین، تز، روح کندوی عسل، گاوها، خون و شن و ورونیکا اشاره کرد.